# Kasabian
Kasabian es una banda de rock alternativo británica formada en el condado de Leicestershire (Inglaterra) en 1997. Originalmente compuesta por el vocalista Tom Meighan, el corista y guitarrista Sergio Pizzorno y el bajista Chris Edwards. La banda ha lanzado siete álbumes de estudio, Kasabian (2004), Empire (2006), West Ryder Pauper Lunatic Asylum (2009), Velociraptor! (2011), 48:13 (2014), For Crying Out Loud (2017) y su reciente álbum The Alchemist's Euphoria  (2022). La banda actualmente cuenta con Pizzorno, Carter, Edwards y el baterista Ian Matthews. Pizzorno asumió el puesto de compositor principal de Kasabian después de la salida de Christopher Karloff.
Desde sus comienzos la banda fue comparada por la crítica con bandas como The Stone Roses y Primal Scream con el estilo de Oasis. La banda tomó gran popularidad desde 2004 en el Reino Unido donde el grupo cuenta con el apoyo de una gran base de fanes y gracias a que sus sencillos han tenido mucho éxito, tal es el caso de "L.S.F. (Lost Souls Forever)", "Club Foot" y "Cutt Off". Su música les ha valido varios premios y reconocimientos en los medios de comunicación, incluido un Brit Award en 2010 al Mejor grupo británico, y sus actuaciones en vivo han recibido elogios, el más notable de los cuales fue su aparición como cabezas de cartel en el Festival Glastonbury 2014.
La banda anunció la salida de Tom Meighan en julio de 2020 aludiendo problemas personales

## Historia

### Primeros años (1999-2002)
La banda se formó en principio con el nombre de «Saracuse», empezando a grabar en los Bedrock Studios ubicados en Leicester, donde Chris Edwards trabajo como ingeniero.
Los miembros originales de la banda provenían de Countesthorpe y Blaby, la banda se formó mientras Pizzorno y Meighan asistían al Countesthorpe Community College. La influencia de The Stone Roses se puede escuchar en sus primeras canciones. El primer demo EP fue producido por Scott Gilbert y se hizo a finales de diciembre de 1999. Su primera aparición pública fue en el Club de Rugby Vipers para celebrar el cumpleaños número 18 de Chris Edwards con su familia y algunos amigos. La banda rápidamente captó la atención del público, por lo que cambiaron su nombre a Kasabian, tomado del nombre de Linda Kasabian, la joven embarazada que condujo el coche en el que huyó Charles Manson tras la matanza en la casa de Sharon Tate, esposa de Roman Polanski. En una entrevista con Ukula, el bajista Chris Edwards explicó que el exguitarrista Chris Karloff escogió el nombre leyendo sobre Charles Manson... "Sólo pensaba que era genial, tomó aproximadamente un minuto para que el resto de nosotros la escuchara... y se decidieran", dice Edwards. Además, Kasabian significa "carnicero" en armenio.

### Álbum debut (2003-2005)
Su álbum debut fue lanzado en el Reino Unido el 13 de septiembre de 2004 recibiendo buenas ventas y, en general buenas críticas. Durante la grabación, la banda vivió en una granja cerca de Rutland Water para evitar ser molestados. Kasabian se presentó en el Festival de Glastonbury de 2005 en el denominado "Other Stage".
A pesar de tener dos sencillos "Processed Beats" y "Reason Is Treason", no fue sino hasta el lanzamiento del tercer sencillo " Club Foot" con el que finalmente obtuvieron éxito en las listas. La canción, que fue escrita en los primeros años de Kasabian, llegó a disfrutar de éxito crítico y comercial, convirtiéndose en una de las mejores canciones de la banda, y un infaltable en todas las actuaciones en vivo desde su lanzamiento. La canción fue el tema para el juego de skate Tony Hawk's Project 8, Pro Evolution Soccer 5, Marc Ecko's Getting Up y WRC: Rally Evolved, así como la banda sonora de las películas The Guardian y Goal!. Por su parte "Reason is treason" fue incluida en el juego Gran Turismo 4 para PlayStation 2 y Shaun White Snowboarding en la Xbox 360. "LSF (Lost Souls Forever)" fue incluida en el juego FIFA 2004.
Durante este período, varios bateristas tocaron con Kasabian, ya que no tenían un baterista permanente. Durante la grabación en Bristol, la banda se reunió con Ian Matthews, que aparece en los créditos tocando en "Processed Beats", "Butcher Blues", "Weeds" y posiblemente algunas otras canciones en el álbum debut y lados B. Se le pidió que fuera de gira con ellos en 2004 y se convirtió en un miembro permanente en abril de 2005.

### Empire(2005-2007)
A lo largo de 2005 la banda se destacó por actuar como banda de soporte de Oasis en sus giras por Europa. Esto trajo muchos beneficios a la banda. Noel Gallagher se convirtió en una influencia clave para la composición y grabación del nuevo álbum y también trajo más fanes a la banda. Durante las sesiones de grabación, el guitarrista y compositor Cristopher Karloff abandono la banda argumentando diferencias artísticas y creativas con el resto de la banda, por lo que se le pidió que dejara Kasabian. Karloff contribuyó en tres canciones de Empire.
Finalmente en agosto de 2006 se editó el disco Empire, con el lanzamiento previó del sencillo homónimo que alcanzó el puesto 9 en la lista de sencillos inglesa solo debido a la venta en Internet del mismo, llegando a permanecer entre los diez primeros durante cuatro semanas. Luego, en noviembre, el segundo corte "Shoot the Runner" salió a la venta y alcanzó un respetable 17 puesto. "Me Plus One" fue el tercer sencillo, lanzado el 29 de enero en el Reino Unido.[cita requerida]. En los NME Awards ganaron el premio a mejor banda en vivo, mientras que en el 10 aniversario del lanzamiento de la página web del NME, Noel Gallagher subió al escenario para interpretar junto con la banda "The Doberman" y "Club Foot".

### West Ryder Pauper Lunatic Asylum(2007-2010)
A finales de 2007, la banda lanzó un nuevo EP llamado Fast Fuse que contenía el tema del mismo nombre y "Thicks as Thieves". Sin embargo el mismo no tuvo ninguna promoción, lo cual no impidió que ambos fuesen incluidos en su siguiente álbum.
Kasabian comenzó a trabajar en su nuevo álbum desde finales de 2007 con Dan the Automator como productor. El 5 de marzo de 2009 se supo que el título del nuevo álbum sería West Ryder Pauper Lunatic Asylum, y que sería lanzado el 8 de junio de 2009. El 31 de marzo de 2009 se puso a disposición de quien quisiese una nueva canción, "Vlad the Impaler" para ser descargada por un periodo de 4 días como adelanto al nuevo disco. El video es estelarizado por el comediante Noel Fielding del programa The Mighty Boosh. El primer sencillo oficial sería "Fire", que se lanzó el 1 de junio con un éxito notable, debido en gran parte a que fue usado para la apertura de las transmisiones para los partidos de la Premier League. Los siguientes sencillos serían "Where Did All The Love Go?" y "Underdog", siendo este último utilizado en la película Takers. Serían cabeza de serie para el Festival de Glastonbury de 2009.
West Ryder Pauper Lunatic Asylum llegó al #1 dos semanas después de su lanzamiento, manteniendo esa posición el mismo periodo de tiempo. Fue nominado al Mercury Prize de 2009, y ganaron el premio al mejor álbum en los Q Awards de ese año. Para el 2010 lograrían obtener el premio a la mejor banda el los Brit Awards y al "Mejor acto del mundo hoy" en los Q Awards.

### Velociraptor!(2011-2012)
Kasabian comenzó a trabajar en un nuevo álbum desde noviembre de 2010, de nuevo con la producción de Dan the Automator. Sergio Pizzorno declaró en una entrevista que este disco sería "nuestro OK Computer" en referencia al aclamado disco de sus compatriotas Radiohead.
Poco a poco se revelaron algunos de los títulos de las canciones, aunque por ejemplo en el caso de "Green Fairy" que la banda aportó para la película London Boulevard, apareció en el disco bajo el nombre de "La Fee Verte" aunque la versión del film es distinta a la del álbum. El 7 de junio de 2011, se estrenó en el programa radial de Zane Lowe la canción "Switchblade Smiles", el primer adelanto del nuevo álbum que llevaría el nombre de Velociraptor!. Ese mismo mes Kasabian se presentó en el marco del Isle of Wight Festival (en el que tocaron "Switchblade smiles" y un nuevo tema: "Velociraptor!"), a la vez que se confirmó su participación en el Rockness y en Rock Werchter para los próximos meses.
El 22 de julio se estrenó un nuevo tema que sería "Days Are Forgotten", a la vez que se anunció su lanzamiento como sencillo para mediados de septiembre. El 21 de octubre se lanza el siguiente sencillo promocional, "Re-wired" con un video en el cual la banda protagoniza una persecución. Cerraron el año con una presentación especial de Año Nuevo en el O2 Arena de Londres que estuvo disponible posteriormente en su página de Youtube. Durante la gira por Asia se lanzó la balada "Goodbye Kiss" como el tercer sencillo, a lo que siguió una serie de presentaciones por Estados Unidos (incluyendo su presentación en el Festival de Coachella y el primer concierto de Kasabian en Latinoamérica, en el marco del Festival Vive Latino. En mayo se lanzó un cuarto sencillo, "Man Of Simple Pleasures" a lo que siguieron presentaciones en festivales durante el verano, destacando sus apariciones en T in The Park y en el Festival de Reading, donde Tom Meighan cerraba con una versión a capela de "She Loves You" de The Beatles. La banda tenía planeado proseguir la gira de promoción de Velociraptor! con algunas presentaciones en Latinoamérica luego de ver su popularidad en el Vive Latino, sin embargo los conciertos fueron cancelados por enfermedad de Sergio Pizzorno.

### 48:13(2013–2015)
En marzo de 2013, Sergio Pizzorno confirmó a través de Facebook que el guitarrista de gira Jay Mehler había dejado Kasabian para unirse a la banda del exvocalista de Oasis Liam Gallagher, Beady Eye como bajista de gira. Pizzorno dijo: «Jay es nuestro hermano y los últimos seis años han sido "mega". Seguirá su camino y le irá increíble en Beady Eye». Tim Carter se unió a Kasabian como guitarrista de gira, primero tocando con la banda el 6 de marzo de 2013 a Russell Brand Give It Up para Comic Relief, la comedia y el concierto de música en Wembley Arena. Carter es un productor de la ingeniería de música y ayudante de Dan the Automator, quien coprodujo West Ryder Pauper Lunatic Asylum y Velociraptor!.
Después de un puñado de conciertos y actuaciones en festivales de todo el año, Kasabian ha publicado un vídeo teaser en noviembre de 2013, anunciando que habían estado trabajando en nuevo material para los seis meses anteriores. El nuevo álbum está siendo producido por Sergio Pizzorno. También anunciaron que van a estar tocando en un concierto de regreso a casa en Victoria Park, Leicester a 60,000 personas en junio de 2014, alrededor del décimo aniversario de su álbum debut. El 4 de abril de 2014, Kasabian fueron confirmados para ser cabeza de cartel del Escenario Pirámide de Glastonbury Festival 2014 el 29 de junio de 2014.
El 28 de abril de 2014, la banda reveló que el álbum se titularía 48:13, y será lanzado el 9 de junio de 2014. El primer sencillo para promocionar el álbum, «Eez-Eh», fue lanzado el 29 de abril de 2014.
Kasabian tocaron como cabeza de cartel en el festival Low de Benidorm el 25 de julio de 2015.

### For Crying Out Loudy salida de Meighan (2016–2021)
En mayo del 2016, la banda hizo una pequeña gira de presentaciones por el Reino Unido que culminó con dos conciertos en el King Power Stadium de Leicester, con motivo de las celebraciones del campeonato de Premier League conseguido por el Leicester City. En el primero de estos conciertos, Kasabian estrena una nueva canción, "Put Your Life On It", dedicada a la ciudad de Leicester y acompañados en vivo por un coro góspel. Adicionalmente dieron una presentación en el Victoria Park de Leicester el 16 de mayo, también con motivo de las celebraciones por el campeonato.
En junio de 2016 aparece una nota en la revista Q Magazine donde se dan los primeros detalles alrededor de la grabación del sexto trabajo de la banda. De acuerdo a la nota, el álbum todavía sin nombre estaría programado para salir en el otoño europeo, De igual manera revelaron los títulos de cinco nuevas canciones que llevarían los títulos de "You're In Love With a Psycho", "24/7", "Comeback Kid", "Good Fight" y "All Through The Night". Como fuente de inspiración han tomado referentes como Nirvana, Bruce Springsteen, David Bowie o incluso Claudio Ranieri, el técnico que llevó al Leicester City a ser campeón de la Premier League. El 8 de septiembre se confirma que Kasabian aparecerá en la banda sonora de FIFA 17 con la canción "Comeback Kid".
En enero de 2017 Pizzorno revela en una entrevista concedida al NME que el próximo álbum podría tener una canción titulada "God Bless This Acid House", misma que en sus propias palabras "es una de las mejores canciones que haya escrito". El 10 de febrero confirmaron que el nuevo álbum estaba terminado y tendría doce canciones.
En julio de 2020, se anunció que Meighan renunciaba a Kasabian por mutuo consentimiento debido a problemas personales. Posteriormente admitió en la corte que había agredido a su exnovia con su hijo presente. Recibió servicio comunitario.
El 28 de mayo de 2021, Kasabian anunció una gira en octubre por el Reino Unido, la primera desde la salida de Meighan, con Pizzorno asumiendo todas las funciones vocales principales y el guitarrista Tim Carter convirtiéndose en miembro de tiempo completo de la banda.

### The Alchemist's Euphoria(2021–presente)
El 27 de octubre de 2021, Kasabian lanzó su primer sencillo en más de cuatro años, "ALYGATYR". El 6 de mayo de 2022, se lanzó un segundo sencillo "SCRIPTVRE", junto con el anuncio de un nuevo álbum, The Alchemist's Euphoria, que se lanzará el 5 de agosto.

## Miembros
Actuales Integrantes
- Sergio Pizzorno – Voz principal, guitarra, coros, teclados, programación electrónica (1999–presente)
- Tim Carter – Guitarra, coros (2021–presente)
- Chris Edwards "Dibs" - Bajo (1999–presente)
- Ian Matthews – batería (2004–presente)

Antiguos integrantes
- Christopher Karloff – guitarra principal, bajo (en "Club Foot"), teclados, programación electrónica (1999–2006)
- Jay Mehler – guitarra (2006–2012)
- Tom Meighan – voz principal (1999–2020), pandereta (en vivo)

Integrantes en los tours
- Tim Carter – guitarra (2013–presente)
- Ben Kealey – teclado (2006–presente)
- Gary Alesbrook – trompeta (2006–presente)

Línea del tiempo

## Discografía
Álbumes de estudio
- Kasabian (2004)
- Empire (2006)
- West Ryder Pauper Lunatic Asylum (2009)
- Velociraptor! (2011)
- 48:13 (2014)
- For Crying Out Loud (2017)
- The Alchemist's Euphoria (2022)
- Happenings (2024)